# الحومرة (السبرة)

تعديل مصدري - تعديل

الحومرة محلة تابعة لقرية غضار، التابعة لعزلة عينان بمديرية السبرة إحدى مديريات محافظة إب في الجمهورية اليمنية.، بلغ تعداد سكانها 119 حسب تعداد اليمن لعام 2004.